# دونيس إسكوبير
دونيس سالاتيل إسكوبير إزاغوير (بالإسبانية: Donis Escober)‏ (مواليد 3 فبراير 1980 في سان إغناسيو) لاعب كرة قدم هندوراسي يلعب حاليا لصالح نادي أوليمبيا الهندوراسي . .

## روابط خارجية
- دونيس إسكوبير على موقع الاتحاد الدولي (مؤرشف)  (الإنجليزية)
- دونيس إسكوبير على موقع قاعدة بيانات كرة القدم.إي يو (الإنجليزية)
- دونيس إسكوبير على موقع ناشيونال فوتبول تيمز (الإنجليزية)
- دونيس إسكوبير على موقع Soccerway.com (الإنجليزية)
- دونيس إسكوبير على موقع عالم كرة القدم.نت (الإنجليزية)
- دونيس إسكوبير على موقع كووورة
- دونيس إسكوبير على موقع أوليمبيديا (الإنجليزية)
- دونيس إسكوبير على موقع AS.com (الإسبانية)